# Lightwave (gruppo musicale)
I Lightwave sono un gruppo francese di musica elettronica sperimentale, ambient, con influenze kraut rock e musica classica moderna. Secondo una parte della critica sono considerati tra i più importanti esponenti della musica elettronica contemporanea.

## Storia del gruppo
Il gruppo nasce come duo formato da Serge Leroy, Laurent Bozeck e Christian Jacob Wittman nel 1985 ai quali si aggiunse l'anno seguente Christoph Harbonnier, che proseguì il progetto dal 1990 con il solo Wittman.
Il primo album è stato pubblicato nel 1990 col titolo di Nachtmusik per la tedesca Erdenklang. Nel 1993 è la volta di Tycho Brahe con l'ausilio del violinista Jacques Deregnaucourt, di Hector Zazou e di Paul Haslinger membro dei Tangerine Dream. Il disco, dedicato all'omonimo astronomo danese, rappresenta un innovativo connubio tra musica cosmica ed ambient.
Nel 1995 è la volta di quello che è considerato assieme al precedente il loro capolavoro, Mundus Subterraneus pubblicato per la Hearts of Space. Il gruppo, ora un quartetto (ha lasciato Zazou), si è ispirato per la realizzazione dell'album all'omonimo resoconto di un viaggio nelle viscere del Vesuvio da parte di Athanasius Kircher un filosofo del Seicento. Il disco è un susseguirsi di suoni che evocano incubi terrificanti, simbolicamente viaggio nelle viscere della Terra ma reale viaggio nell'inconscio umano.
Ritornato duo (Wittman e Harbonnier) proseguirono il lavoro di recerca sonora iniziato con Mundus Subterraneus con i successivi album: In Der Unterwelt (1996), composto da un'unica suite di 20 minuti, edita dalla Plan Sonores; Cantus Umbrarum del 1999, registrato all'interno delle grotte di Choranche nella regione del massiccio del Vercors (Francia) in occasione del Festival Rugissants di Grenoble, Caryotype del 2001 suite in undici movimenti.
Nel 2004 il gruppo vira verso la musica da camera per l'album Bleue Comme Une Orange, ispirato alle opere di Alexander Scriabine, il gruppo utilizza in maggiore misura strumenti classici e vanta la partecipazione di Jon Hassell.
I loro concerti e le registrazioni dei loro dischi sono frutto di ricerca di ambientazioni particolari come per il concerto al Gasometro di Oberhausen in Germania, e nella grande cupola Bischoffsheim dell'osservatorio di Nizza in occasione della registrazione dell'album live Uranography al M.A.N.C.A. (Musiques Actuelles Nice Côte d'Azur) Festival.

## Discografia

### Album studio
- Nachtmusik - Erdenklang (1990)
- Tycho Brahe - Hearts of Space (1993) / Horizon Music (2006)
- Mundus Subterraneus - Hearts of Space (1994) / Horizon Music (2006)
- In der Unterwelt - Plans Sonores (1996)
- Cantus Umbrarum - Horizon Music (1999)
- Caryotype Signature RadioFrance/France Musiques (2001)
- Bleue comme une orange - Signature RadioFrance/France Musiques (2004)

### Live
- Uranography - MSI (1996)

### Cassette autoprodotte
- Modular Experiments
- Cités Analogues
- Ici et Maintenant (Estratti da concerti in radio)
- Musique provisoire
- Structure Trilogy (base musicale del concerto Electronic Waves)
- Made to Measure